# Rosa Gutiérrez
Rosa Bertha Gutiérrez Palomino es una médica cirujana peruana. Fue ministra de Salud del Perú desde el 10 de diciembre de 2022 hasta el 15 de junio de 2023 durante el gobierno de Dina Boluarte.

## Biografía
Obtuvo el título de médica cirujana por la Universidad de San Martín de Porres.
Obtuvo el título de médica especialista en Administración de Salud, por la Universidad Peruana Cayetano Heredia.
Tiene una maestría en Gerencia en Servicios de Salud por la Universidad Nacional Mayor de San Marcos y una maestría en Salud Pública por la Universidad Nacional de San Cristóbal de Huamanga. 
Cuenta con un doctorado en Medicina por la Universidad Nacional Mayor de San Marcos.

### Trayectoria
Entre octubre y diciembre de 2017, fue directora ejecutiva de la Oficina de Administración del Hospital Nacional Arzobispo Loayza.
También, fue directora del Hospital II Ramón Castilla, Red Prestacional Almenara, desde septiembre de 2018 hasta mayo de 2019.
Fue coordinadora del gobierno regional de Áncash, desde enero hasta septiembre del 2018. También fue asesora del gobernador de la región Áncash entre abril del 2020 y septiembre del 2022.
Fue directora adjunta de la Dirección de Redes Integradas de Salud de Lima Este, entre junio y noviembre de 2022.
Se desempeñó como titular de la Dirección General de Operaciones en Salud del Ministerio de Salud, desde el 3 de noviembre de 2022, cuando fue nombrada en el cargo por la entonces ministra Kelly Portalatino.

### Ministra de Estado
El 10 de diciembre de 2022, fue nombrada ministra de Salud en el gobierno de Dina Boluarte. El 15 de junio de 2023 renunció en medio de cuestionamientos por su gestión ante la epidemia de dengue, incluida su desparación mediática para supuestamente realizarse una lipoescultura.